# Minna Wettstein-Adelt
Minna Wettstein-Adelt (* 1867 als Hedwig Maria Mina Adelt bzw. 1. Mai 1869 in Straßburg als Mina Adelt-Duc; † nach 1908, genaues Todesdatum unbekannt) war eine Schriftstellerin, Herausgeberin und Frauenrechtlerin.

## Leben
Adelt wuchs in Frankreich auf und erlernte den Beruf der Hutmacherin. Sie heiratete 1891 in Berlin den Schweizer Journalisten Oskar Wettstein; die Ehe wurde 1896 geschieden. Sie gab ab 1893 die Berliner Modenkorrespondenz heraus. Ab spätestens 1897 war sie in Dresden Chefredakteurin von Draisena – Organ zur Pflege und Förderung des Radfahrens der Damen. Danach verantwortete sie als M. A. Adelt-Duc die Draisena-Redaktion für Deutschland. Ab 1903 lebte sie in Kairo. 1908 war sie Herausgeberin der Asiatisch-Orientalischen Industrie-Correspondenz in Calcutta.

## Werke
- Minna Wettstein-Adelt (Hrsg.): Des Hauses Tausendkünstler. Ein treuer Rathgeber für den Haushalt A. Michow, Charlottenburg 1891, 38 S.
- Minna Wettstein-Adelt: 3 1/2 Monate Fabrik-Arbeiterin. Eine practische Studie. J. Leiser, Berlin 1893, 108 S. (Digitalisat der SLUB Dresden).
- Minna Wettstein-Adelt: Macht Euch frei! Ein Wort an die deutschen Frauen. Deutsche Schriftsteller-Genossenschaft, Berlin 1893, 37 S.
- Minna Wettstein-Adelt: Zur Arbeiterinnenfrage. In: Ethische Kultur. Jg. 1 (1893), Nr. 2, S. 11–13 (Digitalisat des DIPF).
- Minna Wettstein-Adelt: Die Putzsucht der Arbeiterin. In: Ethische Kultur. Jg. 1 (1893), Nr. 11, S. 87 f. (Digitalisat des DIPF).
- Minna Wettstein-Adelt: Das Erwerbsleben der Frau. In: Ethische Kultur. Jg. 1 (1893), Nr. 20, S. 155–157 (Digitalisat des DIPF).
- M. W.-A.: Der Frauentag in Wiesbaden (5.–7. Juni). In: Ethische Kultur. Jg. 1 (1893), Nr. 25, S. 199 f. (Digitalisat des DIPF).
- Minna Wettstein-Adelt: Kinder als Straßenverkäufer. In: Hamburgische Schulzeitung. Jg. 3 (1895), Nr. 22, S. 171 f. (Digitalisat bei DigiZeitschriften).
- Aimée Duc: Sind es Frauen? Roman über das dritte Geschlecht. R. Eckstein Nachf., Berlin 1901, 95 S. (Roman); Nachdrucke: * Amazonen-Frauenverlag, Berlin 1976; Querverlag, Berlin 2020.
- Aimée Duc: Der Sport als ethischer Faktor. In: Ethische Kultur. Jg. 9 (1901), Nr. 45, S. 356 f. (Digitalisat des DIPF).
- Aimée Duc: Die Temperenzfrage in England. In: Ethische Kultur. Jg. 10 (1902), Nr. 16, S. 123–125 (Digitalisat des DIPF).
- Aimée Duc: Zur Ethik der Kindheit. In: Ethische Kultur. Jg. 10 (1902), Nr. 49, S. 387–389 (Digitalisat des DIPF).
- Aimée Duc: Ich will. R. Eckstein Nachf., Berlin 1902, 96 S. (Roman).
- Aimée Duc: Des Pastors Liebe : Ein modernes Sittenbild. Caesar Schmidt, Zürich 1904.
- M. A. Adelt-Duc: Tourist’s Guide Books for the East. Köppen, Berlin 1909.
- Aimée Duc: Indische Novellen. Müller-Mann, Leipzig 1914.